# Georges Moeckli
Georges Moeckli est un homme politique suisse né le 14 février 1889 à La Neuveville et mort le 9 juin 1974 à Delémont.

## Études
Après l'École normale de Porrentruy, Georges Moeckli enseigne à Belprahon, puis à Courrendlin, avant de passer le brevet secondaire. 

## Carrière professionnelle
De 1915 à 1938, il est maître d'allemand au Progymnase de Delémont. 
Officier d'une compagnie cycliste, mobilisé à plusieurs reprises pendant la Première Guerre mondiale 1914-1918 et la Grève générale de 1918, à sa demande, il n'est plus mobilisé pour de tels évènements en raison de ses idées sociales.

## Carrière politique
Il adhère en 1919 au Parti socialiste de Delémont, dont il est le président de 1926 à 1937. Dès 1921, il siège au Conseil municipal. Il est également très actif au sein de la Société des instituteurs bernois, comme membre du Comité central et surtout comme rédacteur de l'organe corporatif l'École bernoise. 
Georges Moeckli est l’un des fondateurs de l'Association pour la défense des intérêts économiques du Jura (ADIJ) en 1925. Député au Grand Conseil bernois en 1932, il quitte le Parlement cantonal lorsqu'il est élu au Conseil national au sein duquel il siège de 1935 à 1938. 
En mai 1938, il entre au Gouvernement bernois où, durant quatre législatures, il dirige le Département des œuvres sociales et de l'assistance. 
Le refus du Parlement de lui attribuer le Département des travaux publics déclenche, en septembre 1947, l'Affaire Moeckli, qui relance la Question jurassienne. En 1954, estimant avoir rempli son devoir, Georges Moeckli se retire du Gouvernement bernois, conservant toutefois son siège au Conseil des États jusqu’en 1959.